# 카이런 맥마스터
카이런 앤소니 맥마스터(영어: Kyron Anthony McMaster)는 영국령 버진아일랜드 출신 400미터 허들 선수이다.
2016년 U20 세계선수권대회에서 동메달을 획득했으며, 2017년 세계 육상 선수권 대회에서 국가대표 선수로 출전해 3위 안에 들었으나 차선 위반으로 실격당했다.
개인 최고 기록은 2021년 8월 3일 2020년 올림픽 400m 허들 결승에서 4위를 차지한 47초08로 현재 국내 기록이다.
2017년 9월 9일 허리케인 어마로 인해 맥마스터의 코치 자비에 사무엘스가 사망했다.
맥매스터는 2018년 코먼월스 게임 400m 허들 부문에서 영국령 버진아일랜드 최초로 메달(금)을 획득했으몀, 이어 2022 코먼웰스 게임에서도 같은 종목에 출전해 금메달을 획득했다.
맥마스터는 부다페스트에서 열린 2023년 세계 육상 선수권 대회에서 2위를 차지하며 은메달을 획득했는대,  이는 영국령 버진아일랜드의 세계 육상 선수권 대회 첫 메달이다.
맥마스터는 영국령 버진아일랜드 스포츠에 대한 공로를 인정받아 2024년 신년 영예 상에서 대영 제국 훈장 장교를 받았다.